# Where Twilight Dwells
Where Twilight Dwells es el primer álbum de estudio de la banda de folk metal y metal gótico noruego - alemana Midnattsol. Fue lanzado el 31 de enero de 2005 mediante Napalm Records.

## Historia
Where Twilight Dwells es una continuación de su demo de 2003 Midnattsol (lanzado sólo en Alemania), del cual toma sus dos canciones en forma regrabada y renombrada, así como su portada fantasmal ilustrada por Ingo Römling.  El resto del álbum incluye nueve canciones previamente inéditas y originales, compuestas principalmente por su cantante principal Carmen Ellise Espenæs.
El sonido es esencialmente metal sinfónico con influencias del folk metal y power metal, o "folk metal nórdico" en las propias palabras de la banda, debido a los elementos folclóricos en su música y letras ocasionales noruegas. Sus letras se basan en gran medida en cuentos populares noruegos.
La letra y la melodía principal de la canción en noruego "Tapt av håp" ("The Loss of Hope") son tomadas de la pieza clásica de, Edvard Grieg, llamada "Solveig's Song".

## Lista de canciones
Todas las canciones escritas por Carmen Elise Espenæs, excepto "Lament", escrita por Christian Hector y "Tapt av håp", escrita por Henrik Ibsen. 

Todas las letras escritas por Carmen Elise Espenæs, except for "Lament", by Christian Hector and "Tapt av håp", written by Henrik Ibsen.
| N.º | Título                             | Música                                                  | Duración |  |
| 1.  | «Another Return»                   | Daniel Droste, Espenæs, Hector & Midnattsol             | 5:03     |  |
| 2.  | «Lament»                           | Droste, Hector & Midnattsol                             | 4:07     |  |
| 3.  | «Unpayable Silence»                | Droste, Espenæs & Midnattsol                            | 5:04     |  |
| 4.  | «Haunted»                          | Hector, Chris Merzinsky & Midnattsol                    | 3:24     |  |
| 5.  | «Desolation»                       | Midnattsol                                              | 4:22     |  |
| 6.  | «Enlightenment»                    | Droste, Espenæs, Hector & Midnattsol                    | 4:07     |  |
| 7.  | «Tårefall» ("Tearfall")            | Droste, Espenæs                                         | 4:23     |  |
| 8.  | «Infinite Fairytale»               | Midnattsol                                              | 4:46     |  |
| 9.  | «På leting» ("Searching")          | Espenæs, Christian Fütterer, Hector & Midnattsol        | 4:07     |  |
| 10. | «Dancing with the Midnight Sun»    | Espenæs, Daniel Fischer, Hector, Merzinsky & Midnattsol | 3:58     |  |
| 11. | «Tapt av håp» ("The Loss of Hope") | Edvard Grieg, intro y outro por Droste & Midnattsol     | 7:56     |  |

- Las canciones "Dancing with the Midnight Sun" y "Desolation" son versiones regrabadas y renombradas de "Dancing in the Midnight Sun" y  "Desolate", contenidas en el demo de 2003 Midnattsol.

## Créditos

### Midnattsol
- Carmen Elise Espenæs - Vocalista
- Birgit Öllbrunner - Bajo
- Chris Merzinsky - Batería
- Daniel Fischer - Teclado
- Daniel Droste - Guitarra
- Christian Hector - Guitarra